# Hover Bach
Der Hover Bach ist ein 5 km langer, orografisch rechter Nebenfluss des Waldbrölbachs in der nordrhein-westfälischen Gemeinde Ruppichteroth, Deutschland.

## Geographie

### Verlauf
Der Bach entspringt etwa 700 Meter nordöstlich von Obersaurenbach auf einer Höhe von 270 m ü. NN. Von hier aus fließt er zunächst in südwestliche Richtung und passiert dabei das am rechten Ufer liegende Obersaurenbach. Wenig später durchfließt der Bach Bacherhof. Unterhalb des Weilers wendet sich der Lauf in westliche Richtungen. Die Ortschaft Hove passiert der Bach im Süden. Kurz vor Schönenberg wendet sich der Hover Bach nach Süden und mündet auf 142 m ü. NN rechtsseitig in den Waldbrölbach.
Der Bach überwindet auf seinem 5 km langen Weg einen Höhenunterschied von 128 m, was einem mittleren Sohlgefälle von 25,6 ‰ entspricht. Er entwässert ein etwa 3,9 km² großes Einzugsgebiet über Waldbrölbach, Bröl, Sieg und Rhein zur Nordsee.

### Zuflüsse
- Schmitzwiesensiefen (rechts), 1,0 km
- Schiefelsstücksiefen (links), 1,0 km
- Rothfeldsiefen (rechts), 0,9 km
- Brunnensiefen (rechts), 0,5 km

### Orte
Zu seinem Wassereinzugsgebiet gehören die Ortschaften
- Obersaurenbach
- Junkersaurenbach
- Bacherhof
- Hambuchen
- Mittelsaurenbach
- Niedersaurenbach
- Hove
- Scheid
- Etzenbach
- Schönenberg (teilweise).